# ميفع عبد الرحمن
ميفع عبد الرحمن القيادي (1951 - 3 أبريل 2021)  كاتب قصص قصيرة وصحفي يمني. درس في معهد مكسيم غوركي للأدب في موسكو وحصل على درجة الماجستير في عام 1982. معروف بقصصه القصيرة التي تستكشف الحقائق الاجتماعية والسياسية في اليمن. ظهرت مجموعته الأولى من القصص القصيرة في عام 1975 تلتها مجموعة ثانية في عام 1983. ترجمت أعماله إلى اللغة الإنجليزية في 1988 وأدرجت ضمن مختارات الأدب العربي الحديث.
عمل ميفع في وزارة الإعلام في عدن. كان من المؤسسين لصحيفة النداء. في عام 2010 كجزء من حكم قضائي ضد صحيفة النداء وصحفييها حكم على ميفع بالسجن لمدة ثلاثة أشهر مع وقف التنفيذ.